# Celebrate (utwór muzyczny Piera Esteriore)
Celebrate! – utwór szwajcarskiego wokalisty Piera Esteriore, nagrany i wydany w formie singla w 2004. Piosenkę napisał Greg Manning.

## Historia utworu
Autorem i kompozytorem singla został Greg Manning, który odpowiadał też za produkcję oraz stworzenie aranżacji. Za miks, mastering i realizację nagrań odpowiadał Moritz Wetter. Podczas sesji nagraniowej nagrano partie na instrumentach perkusyjnych, trąbce, gitarze, gitarze basowej, fortepian, puzonie, organach i rogu.
Utwór reprezentował Szwajcarię podczas 49. Konkursu Piosenki Eurowizji w 2004, wygrywając krajowe eliminacje zorganizowane 6 marca. Utwór otrzymał w selekcjach 38 punktów w głosowaniu telewidzów, zostając propozycją reprezentującą kraj w finale Eurowizji 2004 w Stambule. 12 maja propozycja zajęła ostatnie, 22. miejsce, nie zdobywając ani jednego punktu.

## Lista utworów
CD Single
1. „Celebrate!” (Radio Edit) – 2:55
2. „Celebrate!” (Instrumental) – 2:55